# San Diego Stingrays
I San Diego Stingrays sono stati una società di pallacanestro statunitense con sede a San Diego, in California.
Fondati nel 1999, hanno partecipato al primo campionato della IBL, prima di sciogliersi l'anno successivo.

## Stagioni
| Stagione | Lega | Denominazione       | V  | P  | %    | Piazzamento | Play-off |
| -------- | ---- | ------------------- | -- | -- | ---- | ----------- | -------- |
| 1999-00  | IBL  | San Diego Stingrays | 19 | 45 | 29,7 | 4º          | -        |